# Darko Miladin
Darko Miladin (Dubrovnik, 1. travnja 1979.), hrvatski umirovljeni nogometaš.
Nogomet je Miladin započeo igrati u podmlatku dubrovačkog GOŠK-a, a nastavio u mlađim uzrastima splitskog Hajduka gdje je do prve momčadi došao 1998. godine, igrajući na desnoj strani obrane ili veznog reda. S vremenom se probio do prve momčadi gdje je bilježio vrlo dobre igre. Sezone 1998./99. dobio je nagradu navijača kluba za najborbenijeg igrača - Hajdučko srce.
Do 2001. sve je išlo nabolje, a zabilježio je i 19 nastupa za mladu reprezentaciju. No, onda je početkom sezone zadobio težak lom noge koja ga je s terena izbacila čitavu nogometu godinu. Iako je i po povratku bio među standardnih 11, nikada više nije ponovio onakve igre kakve je imao prije teške ozljede. Početkom 2005. godine napustio je klub, otišavši u švicarski Schauffhausen, no, tamo se zadržao samo nekoliko mjeseci dok se nije opet vratio "kući". Uslijedila je tmurna sezona u kojoj je Hajduk bilježio vrlo loše rezultate. Nakon toga, ostao je Miladin još 6 mjeseci u Splitu, s kapetanskom trakom oko ruke. Dao mu ju je Zoran Vulić pod kojim je tu polusezonu od 18 utakmica momčad izgubila samo dvije, i to baš one kada kapetan nije mogao igrati radi kartona ili ozljede. 
Tijekom zimskog prijelaznog roka te godine, otišao je u, tada, predposljednju momčad grčkog prvenstva, Ergotelis s Krete. Kasnije mu se pridružio i drugi hajdukovac, Mario Budimir s kojim je podigao momčad do sredine ljestvice, zabilježivši i pobjedu nad jakim Panathinaikosom u Ateni (1:0). Igra svih 90 minuta, a izostao je samo prilikom jednog crvenog kartona.
Statistika u Hajduku
| Natjecanje        | Nastupi | Zgoditci |
| ----------------- | ------- | -------- |
| Prvenstvo         | 159     | 5        |
| Kup               | 31      | 5        |
| Superkup          | 0       | 0        |
| Međunarodne       | 15      | 0        |
| Splitski podsavez | 0       | 0        |
| Ukupno            | 205     | 10       |
| Prijateljske      | 49      | 1        |
| Sveukupno         | 254     | 11       |

## Vanjske poveznice
- Nogometni-magazin: statistika